# Gerald Asamoah
Gerald Asamoah (Mampong, 3. listopada 1978.) je bivši njemački nogometaš koji je igrao na poziciji napadača.

## Nogometna karijera
Rođen je u Gani, Asamoah i njegova obitelj su se doselili u Njemačku 1990. godine. Prvo je igrao za Hannover 96, a kasnije se preselio u Schalke.
Asamoah je debitirao za Njemačku 2001. protiv Slovačke. Nastupao je za Njemačku na FIFA World Cup 2006.

## Osobni život
Asamoah je oženjen i ima dvoje djece, blizanke Jada i Jaden rođene 26. veljače 2007. godine. Njegov brat Lewis igra u sastavu FC Wülfrath, a njegov bratić Emanuel igra u mlađim kategorijama St. Paulija. 

## Trofeji
Schalke 04:
- - DFB-Pokal: 2001., 2002.
  - Njemački ligakup: 2005.
  - UEFA Intertoto kup: 2003., 2004.

Njemačka
- - FIFA World Cup 2002: drugo mjesto
  - FIFA Konfederacijski kup 2005: drugo mjesto
  - FIFA World Cup 2006 : drugo mjesto